# 文都藏族乡
文都藏族乡是中华人民共和国青海省海东市循化撒拉族自治县下辖的一个民族乡。

## 行政区划
文都藏族乡下辖以下村级行政区划单位：
拉兄村、相玉村、白草毛村、拉代村、旦麻村、毛玉村、河哇村、王仓麻村、抽子村、拉龙哇村、修藏村、公麻村、牙训村、江加村、日茫村和哇库村。

## 全国重点文物保护单位
- 文都寺